# Saint-Méard-de-Gurçon
 Saint-Méard-de-Gurçon  (en occitano Sent Meard de Gurçon) es una población y comuna francesa, situada en la región de Aquitania, departamento de Dordoña, en el distrito de Bergerac y cantón de Villefranche-de-Lonchat.

## Geografía
El territorio comunal está regado por cinco ríos: el Lidoire, el Estrop, le ruisseau Tord, el Léchou y el Gargouille.

## Demografía
A partir del siglo XXI, el censo real de los municipios de menos de 10 000 habitantes, se realiza cada cinco años. Para Saint-Méard-de-Gurçon, esto corresponde a 2006, 2011, y etc. Censos de otras fechas (2009, etc.) son estimaciones legales.
| 877             | 846 | 763 | 776 | 751 | 795 | 804 | 790 |
| (Fuente: Insee) |     |     |     |     |     |     |     |

## Economía
Las tierras comunales están destinadas al cultivo de uvas para producir vino de denominación de origen Bergerac y Montravel.
Entre las tiendas se encuentran: una farmacia, un restaurante, una tienda de comestibles, un barbero.

## Toponimia
Solo tres comunas francesas tienen el nombre de saint Méard, incluyendo a Saint-Méard-de-Drône en Dordoña y Saint-Méard en Haute Vienne.

## Lugares y monumentos
- La iglesia gótica, en el centro del pueblo. Tiene un campanario cuadrado.[3]
- La lavandería.

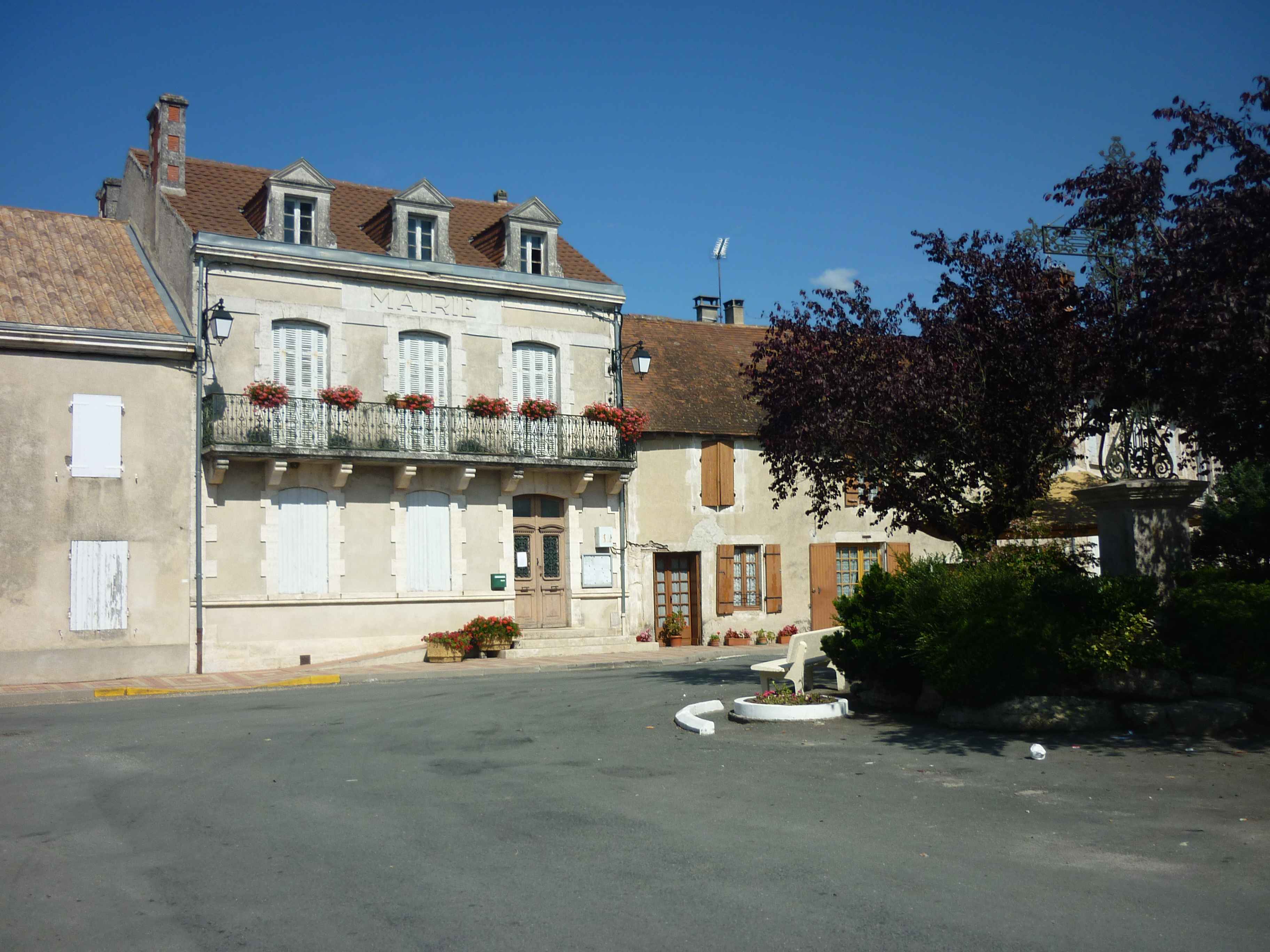
El ayuntamiento.
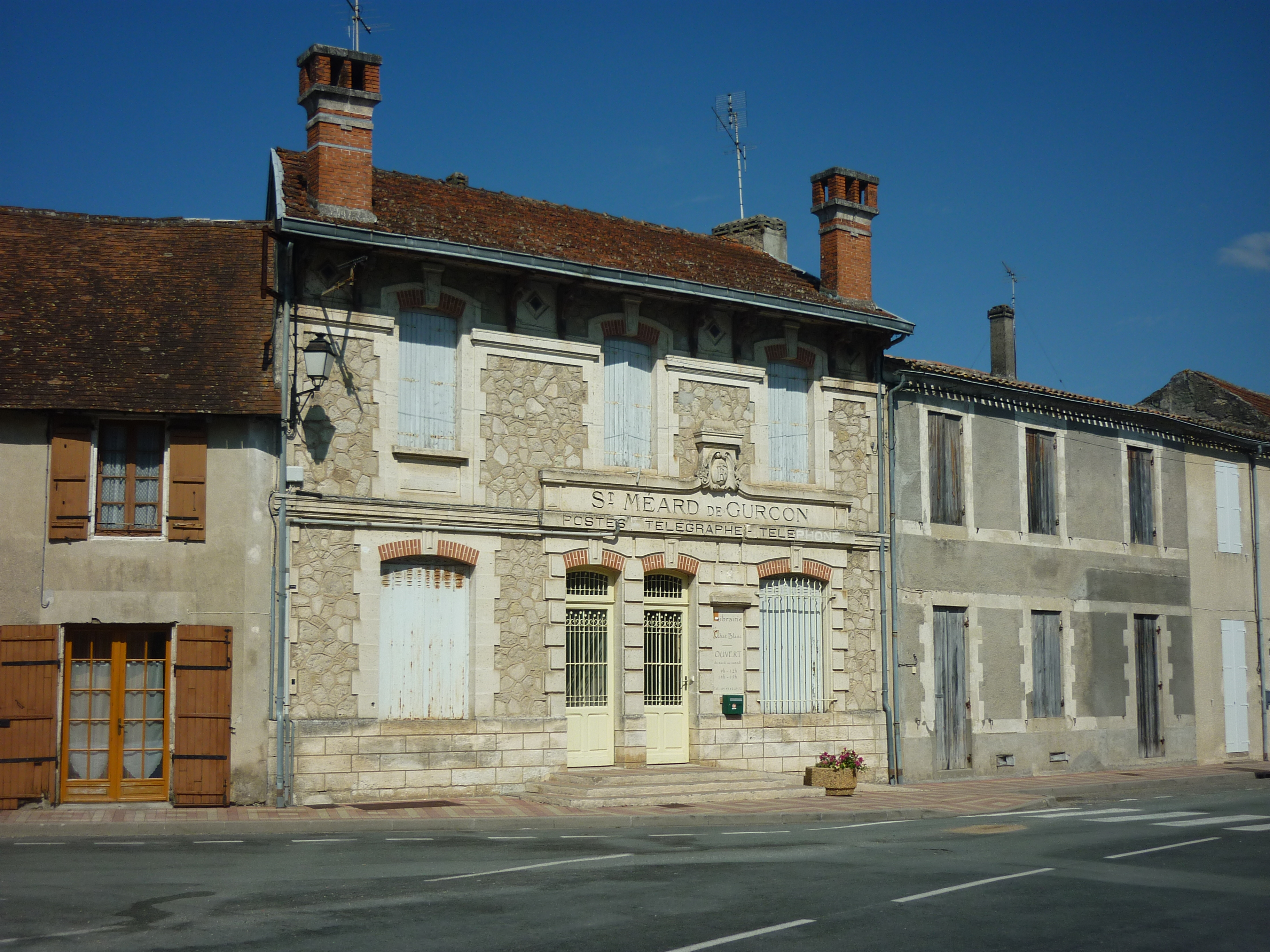
La oficina de correos.
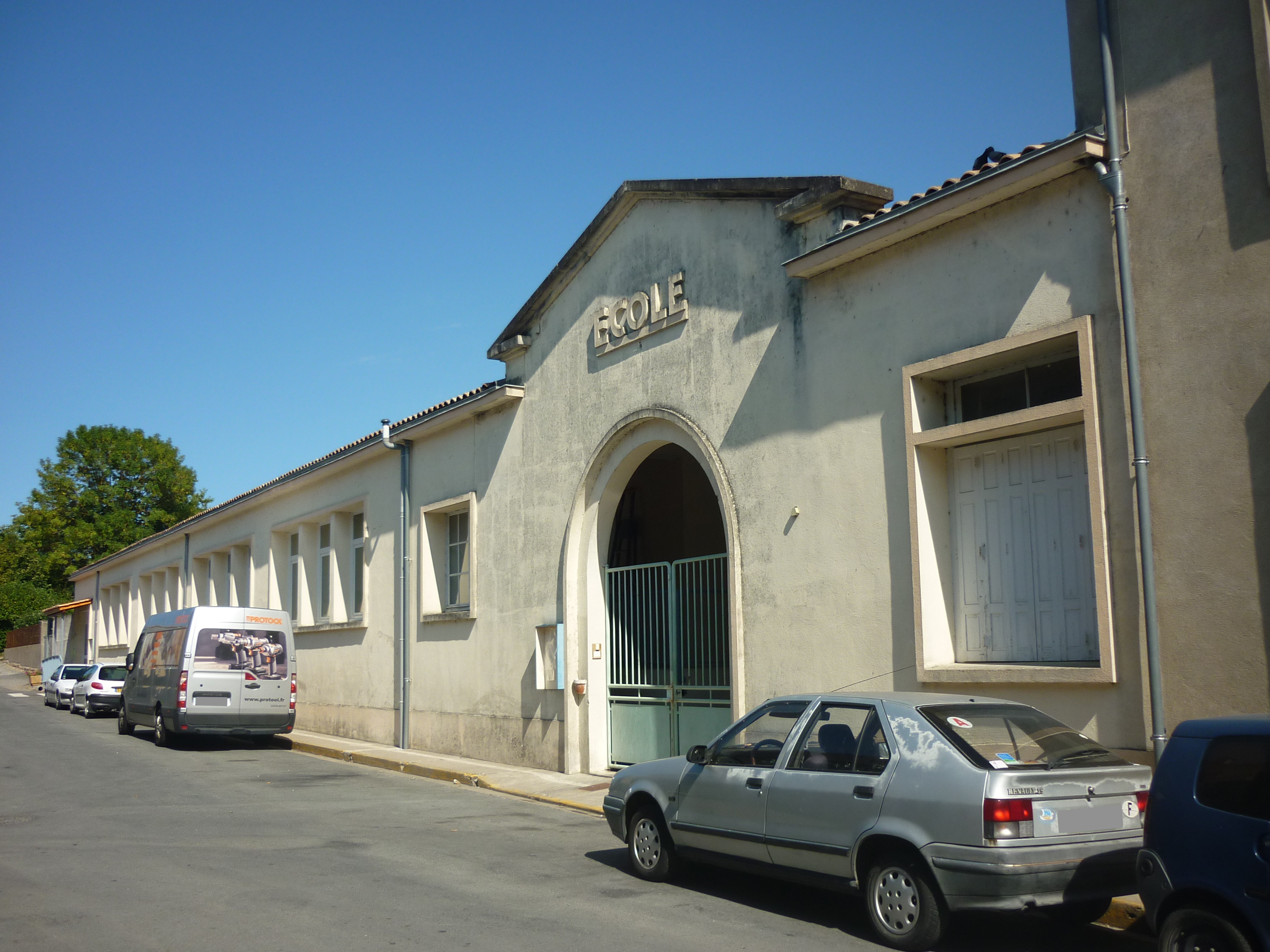
La escuela elemental.
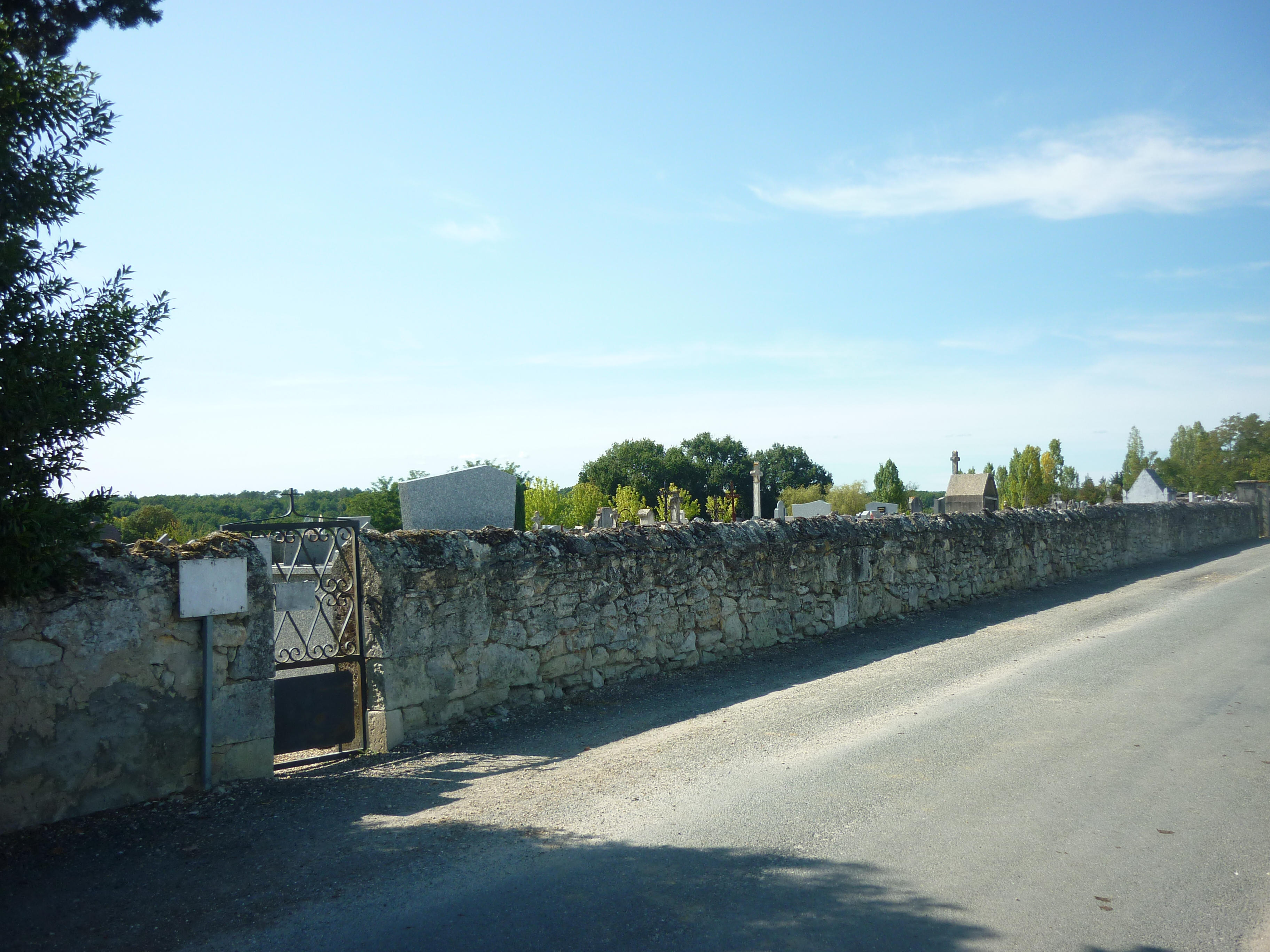
El cementerio.

## Personalidades vinculadas a la comuna

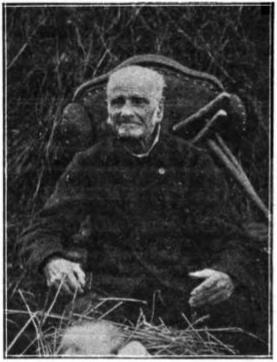
Jean Pignot, considerado el decano de los franceses en 1906.

- Jean Pignot (1800-1906), albañil nacido en Saint-Méard-de-Gurçon y muerto en Montpon, fue considerado el decano de los franceses en 1906.[8]

## La vida local
El pueblo de Saint-Méard-de-Gurçon tiene de una escuela y la oficina de correos.